# Utrata przytomności
Utrata przytomności (nieprzytomność) – zaburzenie świadomości, w którym chory nie reaguje na bodźce zewnętrzne.
Badaniem można sprawdzić reakcje na polecenia i bodźce. Osoba całkowicie nieprzytomna nie wykazuje reakcji na polecenia, nawet na silne bodźce bólowe.

## Przyczyny
- zaburzenia ukrwienia mózgu
- zaburzenia regulacji cieplnej
- zatrucia
- zaburzenia wewnętrzne (np. niewydolność nerek, niewydolność wątroby)
- niedobór lub nadmiar składników fizjologicznych (np. cukrów – hipoglikemia lub hiperglikemia)
- urazy mechaniczne i krwawienie spowodowane urazem
- skrajne przeżycia natury psychicznej